# Procladius nipponicus
Procladius nipponicus är en tvåvingeart som beskrevs av Tokunaga 1937. Procladius nipponicus ingår i släktet Procladius och familjen fjädermyggor. Inga underarter finns listade i Catalogue of Life.